# 21B busz (Miskolc)
A miskolci 21B jelzésű autóbusz a Szondi György utca és a Kilián városrész kapcsolatát látta el. Munkaszüneti napokon, valamint késő este nem közlekedett. A 2012-es átszervezéskor vezették be, és 2019. december 31-én szűnt meg, amikor útvonalát meghosszabbították és megkapta a kultikus 101B-s buszjárat nevét.
Munkaszüneti napokon a Szondi György utca kiszolgálását a 21-es járat végezte betéréssel, melynek igényét a Tiszai pályaudvari indulás előtt 10 perccel az MVK Zrt. portaszolgálatánál vagy a buszvezetőnél kellett jelezni.
A viszonylatot a Miskolc Városi Közlekedési Zrt. üzemeltette.

## Története
A járat 2012. március 1-jén indult. A 2012-es átszervezés során a 21-es busz útvonala megváltozott: keleti végállomása visszakerült a Tiszai pu.-ra (a Szondi György utcára került a 21B-s), illetve a 33-as busz megszűnése miatt a Wesselényi utca helyett az Üveggyáron keresztül közlekedett. (A továbbiakban a Wesselényi utcát a 21B-s érintette.) Ezzel egyidőben megszűnt a rövid életű 21T-s is.
2019. október 1-től az Üllő utcát is érintette a Kandó Kálmán utca felé.
2019. november 4-étől sofőrhiány miatt az MVK Zrt. jelentősen ritkította a 21B viszonylatot.
2019 decemberében jelentették be, hogy a járat útvonalát Diósgyőrig hosszabbítják. Pár nappal később pedig azt is bejelentették, hogy a járat felveszi a 13 évvel korábban megszűnt 101B-s busz nevét.

## Útvonala
| Szondi György utca – Kandó Kálmán utca | Kandó Kálmán utca – Szondi György utca |
| --- | --- |
| - Szondi György utca - József Attila út - Baross Gábor utca - Bajcsy-Zsilinszky utca - Soltész Nagy Kálmán utca - Vörösmarty Mihály utca - Uitz Béla utca - Rákóczi Ferenc utca - Petőfi Sándor utca - Geró János utca - Kiss Ernő utca - Vasgyári út - Újgyőri főtér - Andrássy út - Harmadik utca - Fürdő utca - Ógyár tér - Gózon Lajos utca - Muhi utca - Lórántffy Zsuzsanna utca - Irinyi János utca - Kandó Kálmán utca - Könyves Kálmán utca - Kandó Kálmán utca | - Kandó Kálmán utca - Könyves Kálmán utca - Lórántffy Zsuzsanna utca - Muhi utca - Mexikóvölgy utca - Gózon Lajos utca - Ógyár tér - Fürdő utca - Harmadik utca - Első utca - Vasgyári út - Kiss Ernő utca - Nagysándor József utca - Meggyesalja utca - Rákóczi Ferenc utca - Uitz Béla utca - Vörösmarty Mihály utca - Soltész Nagy Kálmán utca - Bajcsy-Zsilinszky utca - Baross Gábor utca - Üteg utca - Szondi György utca |

## Megállóhelyei
| 21B (Szondi György utca – Kandó Kálmán utca) |                      |      |                                                               |
| Perc                                         | Megállóhely          | Perc | Átszállási lehetőségek                                        |
| 0                                            | Szondi György utca   | 33   | 7                                                             |
| ∫                                            | Üteg utca            | 32   | 8                                                             |
| 3                                            | Selyemrét            | 31   | 1, 21, 30, 31, Auchan 1 1, 2                                  |
| 7                                            | Vízügyi Igazgatóság  | 27   | 3, 3A, 4, 21, 30, 31, Auchan 1                                |
| 8                                            | Vörösmarty városrész | 25   | 21, 32, Auchan 1                                              |
| 10                                           | Szemere utca         | 23   | 2, 12, 14, 14Y, 20, 21, 22, 28, 34, 35, 35R, 43, 44, Auchan 1 |
| 12                                           | Erzsébet tér         | 21   | 21                                                            |
| 14                                           | Teleki utca          | 20   | 21                                                            |
| 15                                           | Nagyváthy utca       | 18   | 21                                                            |
| 17                                           | Wesselényi utca      | 17   |                                                               |
| 18                                           | Ernye bán utca       | 16   |                                                               |
| 19                                           | Tímár malom utca     | 15   | 21                                                            |
| 20                                           | Kiss Ernő utca       | 14   | 21                                                            |
| ∫                                            | Vasgyári út          | 12   | 9, 19, 21, 29, 67, 68                                         |
| 22                                           | Újgyőri főtér        | 10   | 1, 6, 9, 16, 19, 21, 29, 54, 67, 68 1, 2                      |
| 23                                           | Vasgyári út          | ∫    | 9, 19, 21, 29, 67, 68                                         |
| 24                                           | Vasgyár              | 8    | 9, 19, 21, 29, 67, 68 2                                       |
| 25                                           | Vasgyári temető      | 6    | 9, 19, 21, 29, 67, 68                                         |
| 26                                           | Bolyai Farkas utca   | 5    | 9, 21, 68                                                     |
| 28                                           | Tatárdomb            | 4    | 9, 21, 68                                                     |
| 30                                           | Kenyérgyár           | 2    | 21                                                            |
| 31                                           | Könyves Kálmán utca  | 1    | 21                                                            |
| 33                                           | Irinyi János utca    | ∫    | 1, 21, 54                                                     |
| 34                                           | Kandó Kálmán utca    | 0    | 21                                                            |